# Pachycerianthus magnus
Pachycerianthus magnus is een Cerianthariasoort uit de familie van de Cerianthidae. De wetenschappelijke naam van de soort werd in 1919 voor het eerst geldig gepubliceerd door Nakamoto.